# تریبیون (کانزاس)
تریبیون (به انگلیسی: Tribune) شهری در ایالت کانزاس کشور ایالات متحده آمریکا است که جمعیت آن در سرشماری سال ۲۰۱۰ میلادی، ۷۴۱ نفر بوده‌است.